# Скендеровці (Липик)
45°23′ пн. ш. 17°12′ сх. д. / 45.39° пн. ш. 17.20° сх. д.
Скендеровці (хорв. Skenderovci) — населений пункт у Хорватії, в Пожезько-Славонській жупанії у складі міста Липик.

## Населення
Населення за даними перепису 2011 року становило 4 осіб.
Динаміка чисельності населення поселення:

## Клімат
Середня річна температура становить 10,98 °C, середня максимальна – 24,95 °C, а середня мінімальна – -5,30 °C. Середня річна кількість опадів – 928 мм.
| Клімат поселення                              | Клімат поселення | Клімат поселення | Клімат поселення | Клімат поселення | Клімат поселення | Клімат поселення | Клімат поселення | Клімат поселення | Клімат поселення | Клімат поселення | Клімат поселення | Клімат поселення | Клімат поселення |
| Показник                                      | Січ.             | Лют.             | Бер.             | Квіт.            | Трав.            | Черв.            | Лип.             | Серп.            | Вер.             | Жовт.            | Лист.            | Груд.            |                  |
| Середній максимум, °C                         | 6,74             | 8,43             | 12,75            | 16,86            | 21,72            | 24,95            | 24,23            | 23,73            | 20,04            | 15,08            | 9,56             | 5,44             |                  |
| Середня температура, °C                       | 0,71             | 2,41             | 6,73             | 10,84            | 15,69            | 18,92            | 20,62            | 20,12            | 16,42            | 11,47            | 5,96             | 1,83             |                  |
| Середній мінімум, °C                          | −5,3             | −3,62            | 0,70             | 4,81             | 9,67             | 12,90            | 17,00            | 16,52            | 12,81            | 7,86             | 2,34             | −1,78            |                  |
| Норма опадів, мм                              | 58               | 52               | 63               | 78               | 85               | 102              | 85               | 91               | 76               | 82               | 87               | 69               |                  |
| Середньомісячна швидкість вітру, м/с          | 1.85             | 2.10             | 2.43             | 2.33             | 2.14             | 1.95             | 1.90             | 1.76             | 1.78             | 1.84             | 1.88             | 1.91             |                  |
| Середньомісячна сонячна радіація, кДж/м²·день | 4374             | 7144             | 10930            | 15266            | 19464            | 21498            | 22566            | 19830            | 14854            | 9196             | 4904             | 3633             |                  |
| --------------------------------------------- | ---------------- | ---------------- | ---------------- | ---------------- | ---------------- | ---------------- | ---------------- | ---------------- | ---------------- | ---------------- | ---------------- | ---------------- | ---------------- |
| Джерело:                                      |                  |                  |                  |                  |                  |                  |                  |                  |                  |                  |                  |                  |                  |